# Paul Brémaud
Paul Brémaud, né le 27 mars 1846 et mort le 12 mai 1905 à Brest (Finistère), est un médecin français de la Marine.

## Aperçu biographique
Fils de Victor Brémaud, conducteur aux travaux à Brest, il est étudiant en médecine dès 1865 puis aide-médecin en 1866. 
Il est nommé médecin de deuxième classe le 24 octobre 1869 puis médecin de première classe le 7 novembre 1876.
Il fera plusieurs communications concernant l'hypnose devant la Société de biologie : « Fascination provoquée chez l'homme » (séance du 27 octobre 1883), « Catalepsie dans l'hypnotisme » (12 janvier 1884), « Comparaison de la léthargie et du somnambulisme » (26 avril 1884).
Il est l'un des collaborateurs de Charcot et considéré comme l'un des membres de l'École de la Salpêtrière.
Il sert pendant neuf ans dans les Colonies, notamment au Tonkin et en Guadeloupe. À la fin de sa carrière, il est médecin chef de l’Escadre du Nord sur le cuirassé Massena (navire amiral). 
Il est inhumé à Brest, au cimetière de Saint Martin (tombe 64).

## Titres et distinctions
- Chevalier de la Légion d'honneur (8 juillet 1887).
- Officier de l'instruction publique.
- Membre de la Société de géographie en 1891.

## Œuvres et publications
- Quelques considérations sur le mal de Pott, [thèse de médecine], Montpellier, 1869.
- « Indications sur la topographie médicale du poste de Poulo-Condor », in Archives de médecine navale, 1879, no 32, p. 419-440, Texte intégral.
- « Note sur l'étiologie et l'hygiène préventive du béribéri », in Archives de médecine navale, Paris, Octave Doin, 1899, no 71, p. 370-376, Texte disponible en téléchargement.
- Des Différentes Phases de l'hypnotisme et en particulier de la fascination, [conférence faite à la Société historique (cercle Saint-Simon), le 16 janvier 1884], Paris, L. Cerf, 1884.
- Le cyclone de l'Énéide: étude météorologique, Paris, Gauthiers-Villars et fils , 1891.
- Étude sur le service médical à bord à l'occasion du combat, suivie d'une note sur l'évacuation des blessés d'une armée navale, Paris, L. Baudoin, 1897, lire en ligne sur Gallica.